# 胡崇德
胡崇德（1505年—？），本名德信，字伯賢，浙江紹興府餘姚縣人，明朝政治人物。

## 生平
嘉靖七年（1528年）戊子科浙江鄉試第九十名舉人。嘉靖十四年（1535年）中式乙未科會試第三百十二名，登第三甲第四十五名進士。任廣東順德縣知縣。為官貪酷，被御史彈劾去職。

## 家族
曾祖胡宜孫；祖父胡紹；父胡丙，母童氏。慈侍下。兄崇元、崇仁、崇政、崇儉、崇禮。弟崇學、崇智。